# Alexandre Mohbat
Alexandre Mohbat (ur. 16 maja 1995 r. w Bejrucie) – libański narciarz alpejski.
W 2012 roku wystąpił na Zimowych Igrzyskach Olimpijskich Młodzieży w Innsbrucku i zajął w slalomie 28. miejsce.
Był chorążym swojego kraju na Zimowych Igrzyskach Olimpijskich 2014; startował w slalomie i slalomie gigancie.